# Lucerna (divadelní hra)
Lucerna je divadelní hra Aloise Jiráska z roku 1905. Premiéru měla v pražském Národním divadle dne 17. listopadu 1905. Režii premiérového představení měl Jaroslav Kvapil. Jedná se o autorovu nejznámější hru, zároveň s tím se jedná o vůbec nejhranější původní českou divadelní hru všech dob, která byla i několikrát zfilmována. Nejznámější televizní verze pochází z roku 1967 a režii tohoto ztvárnění provedl František Filip. Hra časově spadá do historického období, kdy se sedláci dožadovali zrušení nevolnictví a povinné roboty. Dílo opěvuje krásu české přírody, českou lidovou slovesnost a vzdává hold moudrosti a citu prostých českých lidí.

## Děj
Jedná se o pohádkovou hru o dvou dílech. Pohádkový příběh se odehrává ve starém mlýně, na zámku, v lese mezi mlýnem a lesním zámečkem a v lesním zámečku. Ve mlýně žije a pracuje mladší mlynář Libor společně se starou babičkou a schovankou Haničkou. V mlýnském náhonu kromě toho žije i pohádková bytost, vodník Michal, který je do mladé Haničky zamilován. Kromě něj se zde usadil i starý vodník Ivan. Na zámku panuje zlý správce panství, který také touží po Haničce a chce si ji odvést na zámek s nekalými pokoutními úmysly jako služku. Kromě toho usiluje porazit i velkou a starou lípu, kterou mají místní lidé ve velké úctě. V kritickém okamžiku děje však na zámek nečekaně přijíždí panstvo v podobě paní kněžny. Kněžna se nudí a touží po rozptýlení, proto se vydá cestou k lesnímu zámečku kolem Liborova mlýna.
Mlynář Libor je svobodný člověk, který nemusí robotovat na panském, má však vůči vrchnosti jednu zvláštní prastarou povinnost. Požádá-li vrchnost o doprovod, je povinen ji doprovázet přes les a svítit jí na cestu starou lucernou. Paní kněžna mlynáři poručí, aby svoji povinnost splnil a on se podvolí.
Kněžna se cestou do zámečku s mlynářem sblíží, svobodomyslný mlynář se jí velmi líbí, nabízí mu dokonce, aby s ní odjel pryč do města. Kromě sympatického venkovského mlynáře na ni zapůsobí i krásná česká příroda a dále též život a city prostých lidí. Vedlejší dějovou osu tvoří příběh učitelského pomocníka (mládence) Zajíčka, který velmi potřebuje, aby jej paní kněžna vyslechla a jmenovala definitivním učitelem. Proto se rozhodne sepsat supliku se žádostí a společně s partou místních lidových muzikantů zahrát paní kněžně kasaci a vyprosit si tak její přízeň. Muzikanti však v lese zabloudí a vzájemně se ztratí.

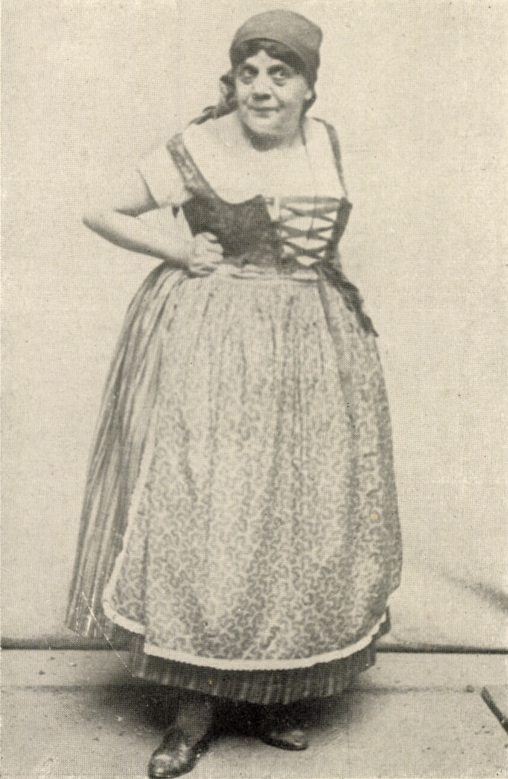
Marie Hübnerová jako Klásková při nastudování v Národním divadle roku 1905

Správce se snaží odvést násilím Haničku z mlýna, ta se před ním ukryje do staré lípy, kterou ovšem pan správce také hodlá porazit, to vše bez vědomí paní kněžny. Mlynář dovede paní kněžnu na lesní zámeček a jde bránit starou lípu, v čemž mu nakonec pomáhají i muzikanti a učitelský pomocník Zajíček. Kněžna v závěru hry nakonec vše pochopí, lípu porazit nenechá, Zajíčka jmenuje učitelem a rozbitím lucerny zruší onu prastarou mlynářovu povinnost.

## Zajímavosti
- K napsání Lucerny inspirovaly autora vzpomínky na mlýn v rodném Hronově i vzpomínky na několik let, které prožil na litomyšlském předměstí v blízkosti litomyšlského zámku. První pokus o zpracování tohoto tématu z roku 1893 Jirásek zveřejnil v roce 1901 pod názvem „Předehra k divadelní hře začaté r. 1893"; publikováno v časopise Zlatá Praha, ročník 19 (1901–1902), č. 1, str. 2–6.
- Konečnou podobu Lucerny napsal Jirásek v roce 1905 a v témže roce byla vydána knižně v nakladatelství Jan Otto. Autor zamýšlel hru nazvat „Naše lípa", ale na návrh Jaroslava Kvapila byl zvolen název Lucerna.
- Lucerna byla 1. 7. 1939 posledním představením v budově Stavovského divadla před jeho záborem nacistickými okupačními úřady a dne 17. 6. 1945 byl touto hrou poválečný provoz ve Stavovském divadle obnoven.
- Cizojazyčná vydání Lucerny: anglicky (The lanterne, 1925), čínsky (1959), německy (Die Laterne, 1906, 1957), slovensky (Lampáš, 1923, 1973), ukrajinsky (1959).[2]

## Operní adaptace
- Lucerna – opera Vítězslava Nováka z let 1921–22

## Filmové adaptace
- Lucerna - němá československá filmová pohádka režiséra Karla Lamače z roku 1925
- Lucerna - zvuková československá filmová pohádka režiséra Karla Lamače z roku 1938
- Lucerna - československá filmová pohádka režiséra Jiřího Bělky z roku 1955. V hlavních rolích Ladislav Boháč, Ladislav Pešek, Jaroslav Marvan
- Lucerna - československá televizní filmová pohádka režiséra Františka Filipa z roku 1967

## Rozhlasové adaptace
- Lucerna - rozhlasová hra režiséra Přemysla Pražského. V hlavních rolích Marie Burešová, Felix Le Breux, Václav Voska (jako učitelský mládenec)
- Lucerna - nové rozhlasové zpracování k 90. výročí úmrtí autora. Rozhlasová úprava Lukáš Hlavica a Renata Venclová, hudba Matěj Kroupa, dramaturgie Renata Venclová, režie Lukáš Hlavica. Osoby a obsazení: Mlynář (Petr Lněnička), Kněžna (Helena Dvořáková), Vrchní (Ivan Trojan), Vodník Ivan (František Němec), Hanička (Tereza Císařová), Klásková (Petra Špalková), Babička (Daniela Kolářová), Vodník Michal (Ondřej Rychlý), Klásek (David Novotný), Zima (Miroslav Krobot), Braha (Jan Vlasák), Sejtko (Václav Vydra), Zajíček (Jaroslav Plesl), Mušketýr (Igor Bareš), Franc (Jaromír Dulava), Dvořan (Kamil Halbich) a další.[3]

## Vydání
- JIRÁSEK, Alois. Lucerna. Praha: Otto, 1906. Dostupné online. 2. vydání Jiráskovy Lucerny z roku 1906.
- Pohádkové drama. Praha: NLN, Nakladatelství Lidové noviny, 1999. 421 s. ISBN 80-7106-330-4. [Komentované vydání Lucerny a dalších tří pohádkových dramat; komentáře se zabývají historickým kontextem i žánrovou charakteristikou těchto her.]